# 프랭크 데볼
프랭크 더볼(Frank De Vol, 영어 발음: /dəˈvɔːl/, 1911년 9월 20일 ~ 1999년 10월 27일)은 미국의 작곡가, 배우, 밴드리더, 텔레비전 배우이다.
라페이엣에서 사망하였다. 포리스트 론 메모리얼 파크에 매장되었다.

## 영화
- 터치 다운 (1974년)